# Tool
Tool (с англ. — «Инструмент») — американская альтернативная метал-группа, образованная в 1990 году в городе Лос-Анджелес, штат Калифорния.
Tool стали одной из самых известных прогрессив-рок групп. Усилия по объединению музыкальных экспериментов, изобразительных искусств и текстов-посланий о непрерывном личностном развитии, которые начались с альбома Lateralus и наиболее проявились к альбому 10,000 Days, в итоге привели группу к мировой известности и коммерческому успеху. Tool получили четыре премии «Грэмми», совершили несколько мировых гастролей и спродюсировали альбомы, занявшие первые места в чартах нескольких стран.
Из-за относительно длинных и сложных произведений, так же как и художественной составляющей, группу описывают как неотъемлемую часть прогрессивного и арт-рока.

## История группы

### Ранние годы (1988—1992)
В 1980-х каждый из будущих членов Tool переехал в Лос-Анджелес. И Пол Д’Амур и Адам Джонс хотели попробовать себя в киноиндустрии, в то время как Мэйнард Джеймс Кинан нашёл себе работу в качестве дизайнера зоомагазинов, после того как окончил курс изобразительных искусств в Мичигане. Дэнни Кэри был барабанщиком в группах Wild Blue Yonder, Green Jellÿ, Pigmy Love Circus, а также выступал вместе с Кэрол Кинг.
Кинан и Джонс познакомились друг с другом в 1989 году. Когда Кинан включил Джонсу кассетную запись своего предыдущего проекта, Джонс был настолько впечатлён его голосом, что в итоге уговорил Мэйнарда на создание их собственной группы. Вдвоём они проводили джем-сэшны и искали барабанщика и бас-гитариста для группы. Дэнни Кэри, как оказалось, жил выше Кинана и был представлен Джонсу Томом Морелло — его старым другом со средней школы и, к тому же, бывшим участником группы Electric Sheep, где также ранее играл сам Джонс. Кэри начал играть на их сессиях из жалости к ним, поскольку другие приглашённые музыканты попросту не приходили. Окончательный состав Tool был сформирован, когда друг Джонса представил им басиста Пола Д’Амура. Музыканты выдумали историю о том, что псевдонаука под названием «Лакримология» не только послужила созданию группы, но и рассматривалась в качестве «источника вдохновения» для её названия. Несмотря на это, Кинан позже объяснил его по-другому: «Tool — это именно то, что имеется в виду: это — большой член. Это — гаечный ключ… мы — … ваш инструмент; используйте нас, в качестве катализатора, независимо от того, что вы ищете или чего пытаетесь достичь».
После почти двух лет практики и выступлений, проходившими в основном, в районах Лос-Анджелеса, группа обратилась к звукозаписывающим компаниям, и в конечном итоге заключила контракт с лейблом Zoo Entertainment. В марте 1992 года Zoo опубликовал первую работу группы — мини-альбом Opiate. Сам альбом был охарактеризован группой как «ударный и взрывной» (англ. "slam and bang") с шестью тяжелейшими по звучанию песнями, написанными ими на тот момент, и включал в себя два сингла «Hush» и «Opiate». Первый видеоклип группы на песню «Hush» наглядно продемонстрировал отношение музыкантов к организации Parents Music Resource Center и её пропагандированию цензуры музыки, так как в нём участники группы снялись обнажёнными, с заклеенными ртами и стикерами Parental Advisory, прикрывающими их гениталии. Гастрольные выступления Tool с такими группами как Fishbone, Rage Against the Machine и Rollins Band помогли отточить «живое» исполнение музыки, и заполучили положительные отзывы от Дженисс Джарзы из RIP Magazine, которая назвала появление Tool в сентябре 1992 года «шумным и хорошим началом».

### Undertow(1993—1995)
В следующем году, когда альтернативный рок и гранж были в самом разгаре, Tool выпускают свой первый полноценный альбом, Undertow. По разнообразию он превосходил Opiate и включал в себя песни, которые группа не хотела включать в свой предыдущий релиз, сделав выбор в пользу более тяжёлого звучания. Гастроли группы проходили как и планировалось, за исключением случая, произошедшего в мае 1993 года. Tool должны были выступать в Садовом Павильоне Голливуда, но в последний момент узнали, что это место являлось собственностью, принадлежащей Церкви Саентологии Рона Хаббарда, что воспринималось музыкантами как разногласие с «их этическими взглядами на веру как на препятствие в саморазвитии человека». Группа не отменила концерт, однако между песнями Кинан обращался с «пышной» речью к поклонникам Л. Рона и даже блеял как овца, будто передразнивая их.
Позже Tool дали несколько концертов в рамках фестиваля Lollapalooza, где были переведены со второго этапа до финального своим менеджером и фестивальным сооснователем Тедом Гарднером. На последнем фестивальном концерте, проходящем в родном городе Tool, Лос-Анджелесе, группу представлял комик Билл Хикс. Хикс стал другом музыкантов и повлиял на них после того, как был назван ими «источником вдохновения» в написании альбома Undertow. Он в шутку попросил аудиторию в 10 тысяч человек остаться и помочь ему найти его потерянные контактные линзы. Благодаря этим концертам, растущая популярность группы помогла Undertow приобрести золотой и платиновый статусы в 1993 и 1995 годах соответственно, несмотря на то, что в некоторых магазинах, таких как Wal-Mart, продавалась специальная вариация альбома с зацензурированной дистрибьюторами обложкой. Сингл «Sober» стал хитом в марте 1994 года и выиграл награду у журнала Billboard в категории «Лучшее видео нового исполнителя».
C выходом последующего сингла «Prison Sex» группа вновь стала объектом цензуры. Критики рассматривали текст песни и клип на неё, как подтекст в сторону жестокого обращения с детьми, что вызвало неоднозначные мнения среди других. Лирика Кинана содержала следующие строки: «It took so long to remember just what happened. I was so young and vestal then, you know it hurt me, but I’m breathing so I guess I’m still alive, even if signs seem to tell me otherwise. I’ve got my hands bound and my head down and my eyes closed and my throat wide open». Видео было создано, в основном, усилиями гитариста Адама Джонса, который изобразил его в своей «сюрреалистической интерпретации». В то время, как некоторые журналисты только похвально отзывались о клипе и описывали лирику, как «метафоричную», руководство музыкального канала MuchMusic и вовсе попросило Кинана представить группу широкой публике. Однако руководство MTV посчитало клип слишком наглядным и непристойным, и остановило его трансляцию после нескольких показов.
В сентябре 1995 года группа приступила к работе над своим вторым студийным альбомом. В это же время Tool покидает бас-гитарист Пол Д’Амур ради осуществления своих собственных проектов. Его заменяет Джастин Чанселлор, бывший гитарист группы Peach, которого Мэйнард, Адам и Дэнни выбрали среди других музыкантов — Скотта Ридера из Kyuss, Фрэнка Кавано из Filter, Шепарда Стивенсона из Pigmy Love Circus и Марко Фокса из Zaum.

### Ænima(1996—2000)
17 сентября 1996 года Tool выпускают свой второй полноформатный альбом Ænima, который был сертифицирован RIAA как трижды платиновый на состояние 4 марта 2003 года. Группа обратилась за помощью к Дэвиду Боттриллу, который ранее продюсировал некоторые альбомы группы King Crimson, в то время как Джонс сотрудничал с Кэмом де Леоном над созданием альбомного арта, который вскоре был номинирован на Грэмми.
Альбом был посвящён сатирику Биллу Хиксу, который умер двумя с половиной годами ранее. Группа хотела повысить осведомлённость слушателей о его материалах и идеях, потому что чувствовали, что Tool и Хикс имели схожие мнения во многих вещах. В частности, последняя песня альбома «Third Eye» содержит отрывок с выступлений Хикса, а обложка альбома, использующая технологию лентикулярной печати, и припев песни «Ænema» являются отсылками к скетч-альбому Хикса под названием Arizona Bay («Побережье Аризоны»), в котором он рассматривает вариант, когда Лос-Анджелес смывает Тихий океан.
Первый сингл «Stinkfist» получил ограниченное и несовершенное вещание: он был сокращён радиоредакторами, руководство MTV сменило название клипа на «Track#1», посчитав его непристойным, а также изменило сам текст песни.
Тур в поддержку альбома состоялся в октябре 1996 года, спустя всего две недели с момента релиза Ænima. После многочисленных выступлений по США и Европе, в конце марта 1997 года Tool направились в Австралию и Новую Зеландию. Первого апреля этого же года группа решила подшутить над всеми в День дурака. Кабир Акхтар, веб-мастер полуофициальной странички Tool, опубликовал новость, в которой говорилось о том, что «как минимум три человека из группы находятся в критическом состоянии» после того, как их тур-автобус попал в аварию на трассе. Обман привлёк широкое внимание публики и был, в конечном счёте, объявлен по радио и MTV. Позже Акхтар опубликовал извинения, заявив, что «больше Tool не будут баловать себя такими странными розыгрышами в будущем», хотя даже после этого группа проводила несколько подобных шуток. На следующий день тур продолжился, как и было анонсировано.
Вернувшись в США в июле, Tool вновь участвуют в фестивале Lollapalooza, однако уже в качестве хедлайнеров, где их появление вызвало положительные отзывы от «Нью-Йорк таймс»:
Tool вернулись с триумфом на Lollapalooza 1993 года после выступлений других малоизвестных групп на начальном этапе фестиваля. Теперь Tool — его главная достопримечательность, которая изо всех сил пытается поддержать его цель… Tool используют образы, ломающие все табу, для того чтобы морализировать весь этот адский огонь в их песнях, колеблющихся от горького упрека до нигилистического осуждения. Их музыка усовершенствовала всю обеспокоенную величественность гранжа.

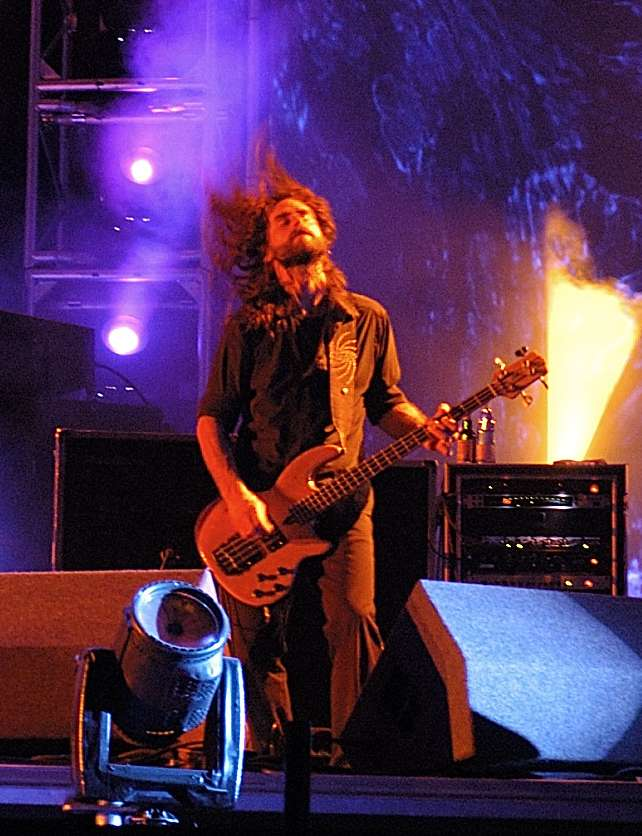
Басист Джастин Чанселлор выступает на фестивале в Роскилле в 2006 году.

Несмотря на падение популярности альтернативного рока в США в середине 90-х годов, Ænima ждал большой коммерческий успех. Благодаря этому альбому, Tool оказались во главе жанра альтернативного метала: песня «Ænema» завоевала премию Грэмми в категории «Лучшее метал исполнение», а сам альбом несколько раз появлялся в чартах «лучших музыкальных альбомов 1996 года» таких известных изданий как Kerrang! и Terrorizer.
Работать над новым релизом группе помешала нешуточная судебная тяжба. Лейбл Volcano Entertainment (преемник Zoo Entertainment) расторгнул контрактные соглашения с группой и подал на Tool судебный иск. По заявлению Volcano, группа нарушила свой контракт, когда начала рассматривать предложения от других лейблов. После того как Tool подали встречный иск о том, что и Volcano не выполнил часть своих обязательств, стороны решили этот вопрос во внесудебном порядке. 
В декабре 1998 года, Tool подписали новый контракт, который был рассчитан ещё на три студийных записи. В 2000 группа принимает решение уволить своего давнего менеджера, Теда Гарднера, который затем также подаёт на них в суд.
Кинан присоединяется к группе «A Perfect Circle», которая была основана Билли Хаурделом, гитарным техником Nine Inch Nails, в то время как Джонс становится сессионным и тур-участником «Melvins», а Кэри начинает работать вместе с Джелло Биафра из Dead Kennedys над другими сайд-проектами. В то время как усердно распространяются слухи о распаде Tool, Чанселлор, Джонс и Кэри работают над новым материалом, ожидая возвращения Кинана. 

Вышедший в 2000 году бокс-сет под названием Salival, в версиях CD/VHS и CD/DVD, фактически положил конец этим слухам. CD содержал новый трек — кавер-версию «No Quarter» от Led Zeppelin, концертную версию песни «You Lied» от Peach и несколько ранее выпущенных песен. Как и VHS, DVD-версия содержала четыре клипа, однако на ней также был и бонус — клип на песню «Hush». Хоть Salival и не содержал синглов, скрытый трек «Maynard’s Dick», записанный ещё во времена Opiate, всё же нашёл своё место на радио, где несколько диджеев решили пустить его в эфир, изменив название на «Maynard’s Dead».

### Lateralus(2001—2005)

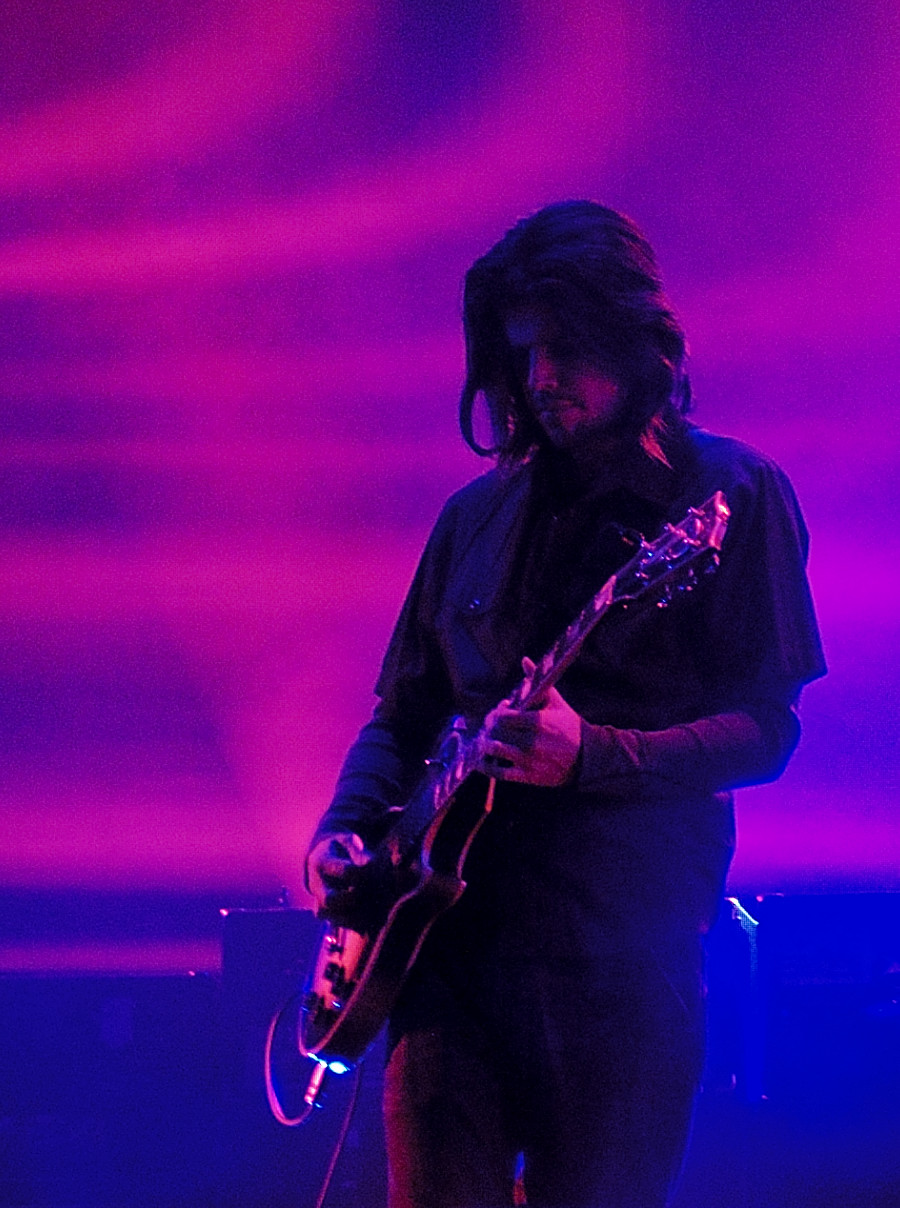
Гитарист Адам Джонс выступает на фестивале в Роскилле в 2006 году.

В январе 2001 года Tool анонсируют новый альбом под названием Systema Encéphale, треклист которого будет содержать двенадцать песен с такими названиями как «Riverchrist», «Numbereft», «Encephatalis», «Musick» и «Coeliacus». На файлообменных сайтах, таких как Napster, были загружены поддельные файлы, носящие названия треков. Участники группы откровенно критикуют файлообменники, заявляя, что они существенно усложняют жизнь артистам, потому что последним просто необходим успех в продажах своих альбомов для продолжения карьеры. В интервью сайту NY Rock в 2000 году, Кинан сказал: «Я думаю, что существует множество и других индустрий, которые должны быть уничтожены. Единственные, кто страдает от MP3 — это не компании, и не бизнес, а артисты — люди, которые пытаются писать песни».
Через месяц группа представляет свой новый альбом Lateralus, и выясняется, что название Systema Encéphale и треклист, оглашённые ранее, были не иначе чем уловкой. Lateralus и туры в его поддержку приблизили группу на один шаг ближе к территории прогрессивного и арт-рока. Джошуа Кляйн, из The A.V. Club, в свою очередь выразил мнение, что 79-минутный Lateralus, со своими довольно длинными и сложными песнями, в придачу с десятиминутным клипом «Parabola» может оказаться испытанием для фанатов и музыкальной индустрии в целом.
Альбом ожидал всемирный успех, после того как он достиг первого места в чарте Billboard 200 на первой неделе после дебюта. Tool выигрывают свою вторую премию Грэмми в категории «Лучшее метал исполнение» за песню «Schism».
Продолжительные туры в поддержку альбома, длившиеся в период с 2001 по 2002 год, помогли группе заполучить свой «лучший карьерный момент»: объединённый мини-тур, продолжительностью в десять выступлений, с группой King Crimson в августе 2001 года. «Короли прошлого и будущего прогрессивного рока» — именно так сравнило MTV эти две группы. Об этом туре Кинан сказал следующее: «Для меня, быть на одной сцене с King Crimson — это как если бы Ленни Кравитц выступал вместе с Led Zeppelin или Бритни Спирс с Дебби Гибсон».
Хоть и конец тура в ноябре 2002 года дал ясно понять, что группа берёт очередной перерыв, её участники всё равно не бездействовали. В то время как Кинан работал с A Perfect Circle, другие члены группы дали интервью и записали новый материал специально для фан-клуба. Первого апреля 2005 года, на официальном сайте Tool появилась новость, в которой говорилось о том, что «Мэйнард нашёл Иисуса» и отказался от участия в записи нового альбома на некоторое время или, быть может, навсегда. Для подтверждения информации, Курт Лодер, из MTV, связался с Кинаном по электронной почте и получил довольно неясное подтверждение. Когда же Лодер спросил снова, Кинан ответил простой насмешкой. Тем не менее, седьмого апреля на сайте появляется пост, в котором говорится о продолжении записи альбома, четвёртого по счёту.
Работая над новым альбомом, группа продолжает поддерживать Lateralus и на своём официальном сайте анонсирует «двойное виниловое» издание альбома, созданное художником Джошуа Дэвисом. Сперва издание выходило ограниченным тиражом, с автографами музыкантов, и было доступно только членам фан-клуба, а 23 августа 2005 года оно стало продаваться публично. 20 декабря выходит два DVD-сингла: один с песней «Schism», другой — с ремиксом на «Parabola» от Lustmord, с комментариями от Дэвида Йоу и Джелло Биафры соответственно.

### 10,000 Days(2006—2007)
За свою пятнадцатилетнюю карьеру Tool добились многого. Дэн Эпштейн из Revolver даже заявил, что группа создала вокруг себя собственный культ. Как только появились детали нового альбома Tool от таких согастрольных групп как Fantômas и Meshuggah, сразу же начали возникать споры о трек-листе и слухи об утечке некоторых песен. Спекуляции о всевозможных вариантах названия альбома были отброшены, после того, как группа через свой сайт анонсировала, что он будет называться 10,000 Days. Несмотря на это, слухов не убавилось: некоторые утверждали, что альбом является «приманкой», и был создан для того, чтобы одурачить фанатов, фактически до дня своего выхода. Все эти споры окончательно исчезли после того, как альбом был «слит» в интернет, за неделю до официального релиза.
Премьера первого сингла «Vicarious» состоялась на американском радио 17 апреля 2006 года. Вышедший 2 мая этого же года, альбом дебютировал на первых местах в различных международных чартах. 10,000 Days продался тиражом в 564 000 копий в первую неделю на территории Соединённых Штатов, и оказался на первой позиции чарта Billboard 200, опередив своего ближайшего конкурента — одноимённый альбом группы Pearl Jam (279 000 копий). Однако альбом получил менее положительные отзывы от критиков, чем свой предшественник, Lateralus.
После релиза 10,000 Days, тур в поддержку альбома стартовал с фестиваля Коачелла 30 апреля 2006 года. Гастрольный график был подобен туру 2001 года, когда вышел предыдущий альбом. В туре также принимали участие группы Isis и Mastodon. В следующем году, во время короткого перерыва после выступлений в Австралии и Новой Зеландии, Дэнни Кэри повредил бицепс из-за инцидента с собакой своей девушки, тем самым поставив под сомнение дальнейшие гастроли группы в Северной Америке. Кэри перенёс операцию 21 февраля и из-за этого пришлось перенести несколько выступлений. Вернувшись в тур в апреле, Tool выступили в качестве хедлайнеров на фестивале Боннару, а во время исполнения песни «Lateralus» к группе присоединился Том Моррело в качестве приглашённой звезды. Песня «Vicarious» была номинирована на премию «Лучшее хард-рок исполнение», а альбом 10,000 Days выиграл премию Грэмми за лучшее оформление альбома. Клип на «Vicarious» вышел на DVD 18 декабря 2007 года.

### Перерыв и Fear Inoculum(с 2008)
В мае 2007 года Чанселлор заявил, что группа, вероятно, продолжит свой тур до начала 2008 года и потом «возьмёт перерыв». Он прибавил, что коллектив уже написал некоторый новый материал и, несомненно, выпустит новый альбом. Бас-гитарист рассматривал возможность съёмок фильма о Tool, идею которого группа вынашивала на протяжении долгого времени. Замысел фильма варьировался от «описатальной истории в сюрреалистическом стиле с как можно большим количеством потраченных денег и спецэффектов» до «чего-то, чем группа живёт или что исполняет». Хотя Кэри заявил о наличии связей группы с профессионалами, работающими в сфере кино, Джонс отклонил идею, сказав: «Сейчас это только лишь разговоры».
Группа начала летний тур 2009 года 18 июля в Commerce City, Колорадо, на Mile High Music Festival. Коллектив был хэдлайнером фестивалей Lollapalooza в Чикаго, Иллинойс и Epicenter в Помоне, Калифорния. Зимние гастроли под названием Tool Winter Tour прошли в США и Канаде в январе-феврале 2012 года. Группа выступила на Ozzfest в Японии 12 мая 2013 года.
Работа над новым альбомом началась в 2009-м, но всерьёз процесс записи стартовал только в марте следующего года. Параллельно работе в Tool, участники группы занимались своими сайд-проектами. Кинан гастролировал с Puscifer, Чанселлор сотрудничал с Петром Мохамедом из Sweet Noise, выпустив запись «Nothing’s Matter» под именем M.T. Void., Джонс и Кэри совместно работали над пятым альбомом, пока Кинан был в туре. В январе 2013 участники сообщили, что группа уже «дальше, чем на полпути» к выпуску заявленного альбома. Кинан и Кэри сделали противоположные заявления относительно того, появится ли альбом в 2013 году, хотя позже Кэри признал, что более вероятной датой кажется «начало 2014-го».
8 мая 2019 года группа официально объявила дату выхода нового альбома Fear Inoculum — 30 августа того же года.

## Состав
Настоящее время
- Мэйнард Джеймс Кинан — вокал (1990—настоящее время)
- Адам Джонс — гитара (1990—настоящее время)
- Дэнни Кэри — ударные, перкуссия, семплы (1990—настоящее время)
- Джастин Чанселлор — бас-гитара (1995—настоящее время)

Бывшие участники
- Пол Д'Амур — бас-гитара (1990—1995)

## Дискография

### Студийные альбомы
| Название      | Год  | Студия                                  | Сертификации                                           |
| ------------- | ---- | --------------------------------------- | ------------------------------------------------------ |
| Undertow      | 1993 | Zoo Entertainment                       | Трижды платиновый в США: Продано более 3,000,000 копий |
| Ænima         | 1996 | Zoo Entertainment                       | Трижды платиновый в США: Продано более 3,000,000 копий |
| Lateralus     | 2001 | Volcano Entertainment                   | Дважды платиновый в США: Продано 2,298,000 копий       |
| 10,000 Days   | 2006 | Tool Dissectional/Volcano Entertainment | Платиновый в США: Продано 1,033,831 копий              |
| Fear Inoculum | 2019 | Tool Dissectional/Volcano Entertainment |                                                        |

### Другие релизы
| Название | Год  | Студия                                     | Сертификации                                    |
| -------- | ---- | ------------------------------------------ | ----------------------------------------------- |
| 72826    | 1991 | Toolshed Music                             | Нет                                             |
| Opiate   | 1992 | Zoo Entertainment                          | Платиновый в США: Продано более 1,000,000 копий |
| Salival  | 2000 | Tool Dissectional/Volcano Entertainment II | Нет (Выпущено ограниченным тиражом CD/DVD/VHS)  |

## Награды

### Премии и номинации Грэмми
| Год  | Номинируемая работа | Категория                         | Результат |
| ---- | ------------------- | --------------------------------- | --------- |
| 1998 | Ænima               | Лучшее метал-исполнение           | Победа    |
| 1998 | Ænima               | Лучшая обложка альбома            | Номинация |
| 1998 | «Stinkfist»         | Лучшее короткое музыкальное видео | Номинация |
| 2002 | «Schism»            | Лучшее метал-исполнение           | Победа    |
| 2007 | 10,000 Days         | Лучшая упаковка записи            | Победа    |
| 2007 | «Vicarious»         | Лучшее хард-рок исполнение        | Номинация |
| 2008 | «The Pot»           | Лучшее хард-рок исполнение        | Номинация |
| 2020 | «7empest»           | Лучшее метал-исполнение           | Победа    |
| 2020 | «Fear Inoculum»     | Лучшая рок-песня                  | Номинация |